# De motu corporum in gyrum
De motu corporum in gyrum est le titre présumé d'un traité réalisé par Isaac Newton, en 1684, à la suite de ses travaux sur la mécanique céleste. Il y décrit ses principes sur la loi en carré inverse, la force centripète, ainsi que les débuts de ses recherches sur la loi du mouvement.